# Aşağıovalı, Sürmene
Aşağıovalı là một xã thuộc huyện Sürmene, tỉnh Trabzon, Thổ Nhĩ Kỳ. Dân số thời điểm năm 2011 là 253 người.